# Cucuteni-kulturen
Cucuteni-kulturen (i Rusland og Ukraine bedre kendt som Trypillian-kulturen eller Tripolje-kulturen) er en kultur fra sen neolitisk tid som blomstrede mellem 5500-2750 f.Kr. i området omkring floderne Dnestr og Dnepr i det som i dag er Rumænien, Moldavien og Ukraine.
| Historie | Spire Denne historieartikel er en spire som bør udbygges. Du er velkommen til at hjælpe Wikipedia ved at udvide den. |